# Reusel-De Mierden
Reusel-De Mierden é um município dos Países Baixos, situado na província de Brabante do Norte. Tem 78,66 km² de área e sua população em 2020 foi estimada em 13.066 habitantes.